# Saleh Al-Shehri
Saleh Khaled Al-Shehri (in arabo صالح خالد الشهري‎?; Gedda, 1º novembre 1993) è un calciatore saudita, attaccante dell'Al-Ittihad e della nazionale saudita.

## Caratteristiche tecniche
È una punta centrale, dotato di agilità e riflessi reattivi, riesce a calciare di prima intenzione trovando il gol, inoltre grazie alla sua capacità di reagire con velocità ai passaggi dei suoi compagni in fase di attacco riesce a coordinarsi bene nelle azioni offensive. È abile nel tiro di testa, ed è capace di segnare sotto porta ma anche calciando da angolazioni più difficili.

## Carriera

### Club

#### Beira-Mar e Al-Ahli
Al-Shehri muove i suoi primi passi nel professionismo in Portogallo nella Liga Portugal nella stagione 2012-2013 con la maglia del Beira-Mar, con la squadra gioca un totale di sole undici partite, segnando due gol in campionato, nei pareggi per 2-2 contro il Vitória Guimarães e per 1-1 contro il Moreirense.
Il 21 agosto 2013 debutta con la squadra saudita dell'Al-Ahli nella partita di Champions League asiatica finita con un pareggio per 1-1 contro il FC Seul. Con la sua squadra Al-Shehri ha giocato poche partite senza segnare mai una rete.

#### Al-Ra'ed e Al-Hilal
A partire dal 2015 inizia a giocare per il Al-Ra'ed, nell'edizione 2018-2019 detiene un record personale con sedici gol, mette a segno una doppietta battendo prima l'Al-Fayha per 3-0 e l'Al-Fateh per 4-0, segna anche una tripletta nella vittoria per 5-1 ai danni dell'Ohod, inoltre segna quattro gol in una partita molto combattuta contro l'Al-Ahli vinta per 5-4.
Nel 2019 si trasferisce nel club dell'Al-Hilal, vince il campionato saudita, l'edizione 2019-2020 segnando varie reti, una vincendo per 4-1 contro l'Al-Ettifaq, un altro battendo per 7-0 l'Al-Adalah oltre al gol nella vittoria per 3-1 contro l'Al-Wahda. Vince pure l'edizione successiva, quella 2020-2021, segna un gol contro l'Al-Ittihād e l'Al-Shabab entrambe le partite conclude con un pareggio di 1-1, oltre alla doppietta nella vittoria per 5-1 contro l'Al-Ahli.

### Nazionale
Nel 2011 gioca con la nazionale Under-19 nelle qualificazione per la Coppa d'Asia giovanile, segnando un gol nella sconfitta per 3-2 contro l'Iraq e un altro nella vittoria per 4-0 battendo il Bangladesh, mette a segno una doppietta sconfiggendo l'Oman per 4-0 e una tripletta vincendo per 11-0 contro le Maldive.
Viene convocato nella nazionale Under-22 nel 2012, durante le qualificazione per la Coppa d'Asia Under-22, con una sua rete la squadra batte per 1-0 il Pakistan, oltre a segnare due gol vincendo per 7-0 contro lo Sri Lanka.
Gioca per la prima volta con la nazionale maggiore nel 2020 in un'amichevole vinta contro la Giamaica, Al-Shehri batte un calcio di rigore che il portiere avversario riesce a parare ma, sulla respinta, Al-Shehri calcia la palla in rete segnando un gol.
Durante le qualificazioni per la Coppa del Mondo, la nazionale dell'Arabia Saudita riesce a superare le qualificazioni asiatiche, Al-Shehri segna una doppietta battendo la Palestina per 5-0, la squadra si qualifica per il mondiale Qatar 2022 come prima classificata del proprio girone, superando di un punto il Giappone, grazie soprattutto alle vittorie per 1-0 contro il Vietnam e l'Oman, in entrambe le partite è stato Al-Shehri a segnare il gol della vittoria. Durante la Coppa del Mondo in Qatar, nella prima partita contro l'Argentina, l'Arabia Saudita vince nonostante il pronostico sfavorevole per 2-1 in rimonta, dove Al-Shehri segna il gol del temporaneo pareggio.

## Statistiche

### Cronologia presenze e reti in nazionale
| Cronologia completa delle presenze e delle reti in nazionale ― Arabia Saudita | Cronologia completa delle presenze e delle reti in nazionale ― Arabia Saudita | Cronologia completa delle presenze e delle reti in nazionale ― Arabia Saudita | Cronologia completa delle presenze e delle reti in nazionale ― Arabia Saudita | Cronologia completa delle presenze e delle reti in nazionale ― Arabia Saudita | Cronologia completa delle presenze e delle reti in nazionale ― Arabia Saudita | Cronologia completa delle presenze e delle reti in nazionale ― Arabia Saudita | Cronologia completa delle presenze e delle reti in nazionale ― Arabia Saudita |
| Data                                                                          | Città                                                                         | In casa                                                                       | Risultato                                                                     | Ospiti                                                                        | Competizione                                                                  | Reti                                                                          | Note                                                                          |
| ----------------------------------------------------------------------------- | ----------------------------------------------------------------------------- | ----------------------------------------------------------------------------- | ----------------------------------------------------------------------------- | ----------------------------------------------------------------------------- | ----------------------------------------------------------------------------- | ----------------------------------------------------------------------------- | ----------------------------------------------------------------------------- |
| 14-11-2020                                                                    | Riyad                                                                         | Arabia Saudita                                                                | 3 – 0                                                                         | Giamaica                                                                      | Amichevole                                                                    | 1                                                                             | 55’                                                                           |
| 17-11-2020                                                                    | Riyad                                                                         | Arabia Saudita                                                                | 1 – 2                                                                         | Cuba                                                                          | Amichevole                                                                    | -                                                                             |                                                                               |
| 25-3-2021                                                                     | Riyad                                                                         | Arabia Saudita                                                                | 1 – 0                                                                         | Kuwait                                                                        | Qual. Mondiali 2022                                                           | -                                                                             | 60’                                                                           |
| 30-3-2021                                                                     | Riyad                                                                         | Arabia Saudita                                                                | 5 – 0                                                                         | Palestina                                                                     | Qual. Mondiali 2022                                                           | 2                                                                             | 71’                                                                           |
| 5-6-2021                                                                      | Riyad                                                                         | Arabia Saudita                                                                | 3 – 0                                                                         | Yemen                                                                         | Qual. Mondiali 2022                                                           | -                                                                             | 72’                                                                           |
| 11-6-2021                                                                     | Riyad                                                                         | Arabia Saudita                                                                | 3 – 0                                                                         | Singapore                                                                     | Qual. Mondiali 2022                                                           | 1                                                                             | 46’                                                                           |
| 15-6-2021                                                                     | Riyad                                                                         | Arabia Saudita                                                                | 3 – 0                                                                         | Uzbekistan                                                                    | Qual. Mondiali 2022                                                           | -                                                                             | 65’                                                                           |
| 2-9-2021                                                                      | Riyad                                                                         | Arabia Saudita                                                                | 3 – 1                                                                         | Vietnam                                                                       | Qual. Mondiali 2022                                                           | 1                                                                             | 90’                                                                           |
| 7-9-2021                                                                      | Mascate                                                                       | Oman                                                                          | 0 – 1                                                                         | Arabia Saudita                                                                | Qual. Mondiali 2022                                                           | 1                                                                             | 81’                                                                           |
| 7-10-2021                                                                     | Gedda                                                                         | Arabia Saudita                                                                | 1 – 0                                                                         | Giappone                                                                      | Qual. Mondiali 2022                                                           | -                                                                             | 64’                                                                           |
| 12-10-2021                                                                    | Gedda                                                                         | Arabia Saudita                                                                | 3 – 2                                                                         | Cina                                                                          | Qual. Mondiali 2022                                                           | -                                                                             | 70’                                                                           |
| 11-11-2021                                                                    | Sydney                                                                        | Australia                                                                     | 0 – 0                                                                         | Arabia Saudita                                                                | Qual. Mondiali 2022                                                           | -                                                                             | 72’                                                                           |
| 16-11-2021                                                                    | Hanoi                                                                         | Vietnam                                                                       | 0 – 1                                                                         | Arabia Saudita                                                                | Qual. Mondiali 2022                                                           | 1                                                                             | 68’                                                                           |
| 27-1-2022                                                                     | Gedda                                                                         | Arabia Saudita                                                                | 1 – 0                                                                         | Oman                                                                          | Qual. Mondiali 2022                                                           | -                                                                             | 73’                                                                           |
| 24-3-2022                                                                     | Sharjah                                                                       | Cina                                                                          | 1 – 1                                                                         | Arabia Saudita                                                                | Qual. Mondiali 2022                                                           | 1                                                                             |                                                                               |
| 29-3-2022                                                                     | Gedda                                                                         | Arabia Saudita                                                                | 1 – 0                                                                         | Australia                                                                     | Qual. Mondiali 2022                                                           | -                                                                             | 67’                                                                           |
| 22-10-2022                                                                    | Abu Dhabi                                                                     | Arabia Saudita                                                                | 1 – 0                                                                         | Macedonia del Nord                                                            | Amichevole                                                                    | 1                                                                             |                                                                               |
| 26-10-2022                                                                    | Abu Dhabi                                                                     | Arabia Saudita                                                                | 1 – 1                                                                         | Albania                                                                       | Amichevole                                                                    | 1                                                                             |                                                                               |
| 30-10-2022                                                                    | Abu Dhabi                                                                     | Arabia Saudita                                                                | 0 – 0                                                                         | Honduras                                                                      | Amichevole                                                                    | -                                                                             |                                                                               |
| 16-11-2022                                                                    | Riyad                                                                         | Arabia Saudita                                                                | 0 – 1                                                                         | Croazia                                                                       | Amichevole                                                                    | -                                                                             | 61’                                                                           |
| 22-11-2022                                                                    | Lusail                                                                        | Argentina                                                                     | 1 – 2                                                                         | Arabia Saudita                                                                | Mondiali 2022 - 1º turno                                                      | 1                                                                             | 78’                                                                           |
| 26-11-2022                                                                    | Al Rayyan                                                                     | Polonia                                                                       | 2 – 0                                                                         | Arabia Saudita                                                                | Mondiali 2022 - 1º turno                                                      | -                                                                             | 85’                                                                           |
| 30-11-2022                                                                    | Lusail                                                                        | Arabia Saudita                                                                | 1 – 2                                                                         | Messico                                                                       | Mondiali 2022 - 1º turno                                                      | -                                                                             | 28’ 62’                                                                       |
| 24-3-2023                                                                     | Gedda                                                                         | Arabia Saudita                                                                | 1 – 2                                                                         | Venezuela                                                                     | Amichevole                                                                    | -                                                                             | 46’                                                                           |
| 28-3-2023                                                                     | Gedda                                                                         | Arabia Saudita                                                                | 1 – 2                                                                         | Bolivia                                                                       | Amichevole                                                                    | -                                                                             | 64’                                                                           |
| 13-10-2023                                                                    | Portimão                                                                      | Arabia Saudita                                                                | 2 – 2                                                                         | Nigeria                                                                       | Amichevole                                                                    | -                                                                             | 63’                                                                           |
| 17-10-2023                                                                    | Portimão                                                                      | Arabia Saudita                                                                | 1 – 3                                                                         | Mali                                                                          | Amichevole                                                                    | -                                                                             |                                                                               |
| 16-11-2023                                                                    | Dammam                                                                        | Arabia Saudita                                                                | 4 – 0                                                                         | Pakistan                                                                      | Qual. Mondiali 2026                                                           | 2                                                                             | 64’                                                                           |
| 19-11-2023                                                                    | Amman                                                                         | Giordania                                                                     | 0 – 2                                                                         | Arabia Saudita                                                                | Qual. Mondiali 2026                                                           | 2                                                                             | 66’                                                                           |
| 4-1-2024                                                                      | Al Wakrah                                                                     | Arabia Saudita                                                                | 1 – 0                                                                         | Libano                                                                        | Amichevole                                                                    | -                                                                             |                                                                               |
| 16-1-2024                                                                     | Doha                                                                          | Arabia Saudita                                                                | 2 – 1                                                                         | Oman                                                                          | Coppa d'Asia 2023 - 1º turno                                                  | -                                                                             | 75’                                                                           |
| 21-1-2024                                                                     | Ar Rayyan                                                                     | Kirghizistan                                                                  | 0 – 2                                                                         | Arabia Saudita                                                                | Coppa d'Asia 2023 - 1º turno                                                  | -                                                                             | 54’ 63’                                                                       |
| 25-1-2024                                                                     | Al Rayyan                                                                     | Arabia Saudita                                                                | 0 – 0                                                                         | Thailandia                                                                    | Coppa d'Asia 2023 - 1º turno                                                  | -                                                                             | 87’                                                                           |
| 30-1-2024                                                                     | Al Rayyan                                                                     | Arabia Saudita                                                                | 1 – 1 dts (2 – 4 dtr)                                                         | Corea del Sud                                                                 | Coppa d'Asia 2023 - Ottavi di finale                                          | -                                                                             | 46’                                                                           |
| 21-3-2024                                                                     | Riad                                                                          | Arabia Saudita                                                                | 1 – 0                                                                         | Tagikistan                                                                    | Qual. Mondiali 2026                                                           | -                                                                             | 56’                                                                           |
| 26-3-2024                                                                     | Dušanbe                                                                       | Tagikistan                                                                    | 1 – 1                                                                         | Arabia Saudita                                                                | Qual. Mondiali 2026                                                           | -                                                                             | 74’                                                                           |
| 10-10-2024                                                                    | Gedda                                                                         | Arabia Saudita                                                                | 0 – 2                                                                         | Giappone                                                                      | Qual. Mondiali 2026                                                           | -                                                                             | 46’                                                                           |
| 14-11-2024                                                                    | Melbourne                                                                     | Australia                                                                     | 0 – 0                                                                         | Arabia Saudita                                                                | Qual. Mondiali 2026                                                           | -                                                                             | 57’                                                                           |
| 19-11-2024                                                                    | Giacarta                                                                      | Indonesia                                                                     | 2 – 0                                                                         | Arabia Saudita                                                                | Qual. Mondiali 2026                                                           | -                                                                             | 67’                                                                           |
| 17-12-2024                                                                    | Riad                                                                          | Arabia Saudita                                                                | 3 – 1                                                                         | Trinidad e Tobago                                                             | Amichevole                                                                    | 1                                                                             |                                                                               |
| 22-12-2024                                                                    | Al Kuwait                                                                     | Arabia Saudita                                                                | 2 – 3                                                                         | Bahrein                                                                       | Coppa delle nazioni del Golfo 2024 - 1º turno                                 | 1                                                                             | 46’                                                                           |
| 10-6-2025                                                                     | Gedda                                                                         | Arabia Saudita                                                                | 1 – 2                                                                         | Australia                                                                     | Qual. Mondiali 2026                                                           | -                                                                             | 86’                                                                           |
| 15-6-2025                                                                     | San Diego                                                                     | Haiti                                                                         | 0 – 1                                                                         | Arabia Saudita                                                                | Gold Cup 2025 - 1º turno                                                      | 1                                                                             | 62’                                                                           |
| 19-6-2025                                                                     | Austin                                                                        | Arabia Saudita                                                                | 0 – 1                                                                         | Stati Uniti                                                                   | Gold Cup 2025 - 1º turno                                                      | -                                                                             | 57’                                                                           |
| 22-6-2025                                                                     | Paradise                                                                      | Arabia Saudita                                                                | 1 – 1                                                                         | Trinidad e Tobago                                                             | Gold Cup 2025 - 1º turno                                                      | -                                                                             | Cap. 80’                                                                      |
| 28-6-2025                                                                     | Glendale                                                                      | Messico                                                                       | 2 – 0                                                                         | Arabia Saudita                                                                | Gold Cup 2025 - Quarti di finale                                              | -                                                                             | Cap. 69’                                                                      |
| Totale                                                                        |                                                                               | Presenze                                                                      | 46                                                                            |                                                                               | Reti                                                                          | 18                                                                            |                                                                               |

## Palmarès

### Club

#### Competizioni nazionali
- Campionato saudita: 5

Al-Hilal: 2019-2020, 2020-2021, 2021-2022, 2023-2024
Al-Ittihad: 2024-2025
- Coppa del Re dei Campioni: 4

Al-Hilal: 2019-2020, 2022-2023, 2023-2024
Al-Ittihad: 2024-2025
- Supercoppa saudita: 1

Al-Hilal: 2023

#### Competizioni Internazionali
- AFC Champions League: 2

Al-Hilal: 2019, 2021